# Alpské lyžování na Zimních olympijských hrách 2018 – sjezd muži
Sjezd mužů na Zimních olympijských hrách 2018 se konal ve čtvrtek 15. února 2018 jako druhý mužský závod v alpském lyžování jihokorejské olympiády na 2 850 m dlouhé sjezdovce lyžařského střediska Čongson v okresu Pchjongčchang. Start proběhl v 11.00 hodin místního času.. Původně se měla disciplína uskutečnit 11. února, ale pro silný vítr byla přeložena o čtyři dny později. Do závodu nastoupilo 55 sjezdařů z 26 států.
Obhájcem zlata byl Rakušan Matthias Mayer, který skončil devátý. Druhý z předchozí olympiády, Ital Christof Innerhofer, zajel sedmnáctý nejrychlejší čas. Žádný lyžař v předchozí olympijské historii nevyhrál sjezd dvakrát.

## Medailisté
Olympijským vítězem se stal 35letý Aksel Lund Svindal, který navázal na stříbro z Vancouveru 2010 a celkově si připsal čtvrtý olympijský kov, druhý zlatý. Stal se tak prvním norským lyžařem v historii, jemuž se podařilo zvítězit ve sjezdu pod pěti kruhy a také nejstarším šampionem této královské disciplíny. Vítěz čtrnácti závodů světového poháru ve sjezdu se na svahy vrátil po operaci kolena prodělané rok před olympiádou.
Stříbrnou medaili a čtvrtou olympijskou vybojoval jeho krajan Kjetil Jansrud, jenž obhajoval třetí místo ze Soči 2014. Bronz si odvezl úřadující mistr světa ze sjezdu a lídr průběžné klasifikace této disciplíny Švýcar Beat Feuz, který za druhým zaostal o šest setin sekundy a na prvního ztratil osmnáct setin.
| Sjezd muži         |                |           |
| Zlato              | Stříbro        | Bronz     |
|                    |                |           |
| Aksel Lund Svindal | Kjetil Jansrud | Beat Feuz |
| Norsko             | Norsko         | Švýcarsko |

## Výsledky
| P | SČ | závodník                     | stát                   | čas     | ztráta |
| --- | -- | ---------------------------- | ---------------------- | ------- | ------ |
| Zlatá medaile | 7  | Aksel Lund Svindal           | Norsko                 | 1:40,25 | —      |
| Stříbrná medaile | 9  | Kjetil Jansrud               | Norsko                 | 1:40,37 | +0,12  |
| Bronzová medaile | 5  | Beat Feuz                    | Švýcarsko              | 1:40,43 | +0,18  |
| 4. | 3  | Dominik Paris                | Itálie                 | 1:40,79 | +0,54  |
| 5. | 1  | Thomas Dreßen                | Německo                | 1:41,03 | +0,78  |
| 6. | 13 | Peter Fill                   | Itálie                 | 1:41,08 | +0,83  |
| 7. | 17 | Vincent Kriechmayr           | Rakousko               | 1:41,19 | +0,94  |
| 8. | 4  | Brice Roger                  | Francie                | 1:41,39 | +1,14  |
| 9. | 11 | Matthias Mayer               | Rakousko               | 1:41,46 | +1,21  |
| 10 | 6  | Andreas Sander               | Německo                | 1:41,62 | +1,37  |
| 11. | 16 | Max Franz                    | Rakousko               | 1:41,75 | +1,50  |
| 12. | 15 | Hannes Reichelt              | Rakousko               | 1:41,76 | +1,51  |
| 13. | 8  | Mauro Caviezel               | Švýcarsko              | 1:41,86 | +1,61  |
| 14. | 2  | Manuel Osborne-Paradis       | Kanada                 | 1:41,89 | +1,64  |
| 15. | 12 | Aleksander Aamodt Kilde      | Norsko                 | 1:42,18 | +1,93  |
| 16. | 14 | Bryce Bennett                | Spojené státy americké | 1:42,22 | +1,97  |
| 17. | 18 | Christof Innerhofer          | Itálie                 | 1:42,23 | +1,98  |
| 18. | 10 | Johan Clarey                 | Francie                | 1:42,39 | +2,14  |
| 19. | 28 | Martin Čater                 | Slovinsko              | 1:42,53 | +2,28  |
| 20. | 27 | Jared Goldberg               | Spojené státy americké | 1:42.59 | +2,34  |
| 21. | 23 | Marc Gisin                   | Švýcarsko              | 1:42,82 | +2,57  |
| 22. | 25 | Emanuele Buzzi               | Itálie                 | 1:42,84 | +2,59  |
| 23. | 34 | Ryan Cochran-Siegle          | Spojené státy americké | 1:42,96 | +2,71  |
| 23. | 21 | Maxence Muzaton              | Francie                | 1:42,96 | +2,71  |
| 25. | 29 | Josef Ferstl                 | Německo                | 1:42,98 | +2,73  |
| 26. | 19 | Adrien Théaux                | Francie                | 1:42.99 | +2,74  |
| 27. | 24 | Boštjan Kline                | Slovinsko              | 1:43,03 | +2,78  |
| 28. | 22 | Benjamin Thomsen             | Kanada                 | 1:43,19 | +2,94  |
| 29. | 39 | Miha Hrobat                  | Slovinsko              | 1:43,61 | +3,36  |
| 30. | 30 | Wiley Maple                  | Spojené státy americké | 1:43,72 | +3,47  |
| 31. | 36 | Andreas Romar                | Finsko                 | 1:43,78 | +3,53  |
| 32. | 35 | Dustin Cook                  | Kanada                 | 1:43,80 | +3,55  |
| 33. | 20 | Gilles Roulin                | Švýcarsko              | 1:43,88 | +3,63  |
| 34. | 40 | Henrik von Appen             | Chile                  | 1:44,02 | +3,77  |
| 35. | 26 | Broderick Thompson           | Kanada                 | 1:44,37 | +4,12  |
| 36. | 38 | Christoffer Faarup           | Dánsko                 | 1:44,48 | +4,23  |
| 37. | 37 | Joan Verdu                   | Andorra                | 1:44,65 | +4,40  |
| 38 | 42 | Filip Forejtek               | Česko                  | 1:44,79 | +4,54  |
| 39. | 48 | Igor Zakurdajev              | Kazachstán             | 1:45,01 | +4,76  |
| 40. | 45 | Christopher Hörl             | Moldavsko              | 1:45,21 | +4,96  |
| 41. | 32 | Marko Vukićević              | Srbsko                 | 1:45,36 | +5,11  |
| 42. | 41 | Michał Kłusak                | Polsko                 | 1:45,42 | +5,17  |
| 43. | 49 | Marco Pfiffner               | Lichtenštejnsko        | 1:45,61 | +5,36  |
| 44. | 50 | Jurij Daniločkin             | Bělorusko              | 1:45,86 | +5,61  |
| 45. | 46 | Jan Hudec                    | Česko                  | 1:46,42 | +6,17  |
| 46. | 47 | Jan Zabystřan                | Česko                  | 1:46,60 | +6,35  |
| 47. | 57 | Simon Breitfuss Kammerlander | Bolívie                | 1:47,87 | +7,62  |
| 48. | 53 | Kim Dong-woo                 | Jižní Korea            | 1:47,99 | +7,74  |
| 49. | 51 | Ivan Kovbasňuk               | Ukrajina               | 1:48,57 | +8,32  |
| 50. | 55 | Albin Tahiri                 | Kosovo                 | 1:48,81 | +8,56  |
| 51. | 56 | Marko Stevović               | Srbsko                 | 1:49,50 | +9,25  |
| 52. | 52 | Patrick McMillan             | Irsko                  | 1:49,98 | +9,73  |
| 53 | 54 | Márton Kékesi                | Maďarsko               | 1:51,72 | +11,47 |
| | 31 | Klemen Kosi                  | Slovinsko              | DNF     |        |
| | 43 | Marc Oliveras                | Andorra                | DNF     |        |
| | 33 | Natko Zrnčić-Dim             | Chorvatsko             | DNS     |        |
| | 44 | Ondřej Berndt                | Česko                  | DNS     |        |
| P – pořadí, SČ – startovní číslo., DNS – závodník nenastoupil na start, DNF – nedojel do cíle, DSQ – diskvalifikován. |    |                              |                        |         |        |
| Závod odstartoval v 11.00 hodin (UTC+9).                                                                              |    |                              |                        |         |        |